# Final Fantasy XIII-2
Final Fantasy XIII-2 (ファイナルファンタジーXIII-2, Fainaru Fantajī Sātīn Tsū) é um jogo eletrônico de RPG desenvolvido e publicado pela Square Enix inicialmente para o PlayStation 3 e Xbox 360. Foi lançado no Japão em 2011 e no resto do mundo em 2012, sendo uma sequência direta de Final Fantasy XIII e parte da subsérie Fabula Nova Crystallis. O jogo incluí elementos modificados em relação ao anterior, incluindo combate mais rápido, um sistema customizável para controlar quais habilidades são usadas por cada personagem e um novo sistema de captura de monstros para uso em batalhas. XIII-2 também possui um elemento de viagem no tempo, possibilitando que o jogador pule entre diferentes épocas do mesmo lugar ou diferentes lugares no mesmo período. Na história, Lightning desapareceu do mundo conhecido. Sua irmã Serah Farron e um jovem chamado Noel Kreiss entram em uma jornada no tempo em uma tentativa de encontrar Lightning e corrigir a linha temporal.
O desenvolvimento de XIII-2 começou por volta de março e abril de 2010 e durou aproximadamente um ano e meio. O jogo foi oficialmente revelado durante um evento da Square Enix em janeiro de 2011. Muitos dos membros da equipe de XIII permaneceram para o novo jogo, com a desenvolvedora tri-Ace sendo contratada para auxiliar no desenho, arte e programação no título. A equipe de desenvolvimento queria exceder XIII em todos os aspectos e ao mesmo tempo criar uma história que tivesse um clima mais misterioso e sombrio que jogos Final Fantasy anteriores. Ele foi construído a partir do sistema de batalha de seu antecessor e possui uma estrutura menos linear.
XIII-2 recebeu críticas bem positivas no Japão e críticas geralmente favoráveis no ocidente. Ele foi elogiado por sua jogabilidade, falta de linearidade e gráficos, porém sua história foi criticada como fraca e confusa. O jogo vendeu 524 mil unidades durante sua primeira semana no Japão, tornando-se o quinto jogo mais vendido no país em 2011, já tendo vendido 3,1 milhões de cópias até janeiro de 2013. Suas versões digitais para PlayStation 3 e Xbox 360 foram lançadas em junho de 2013 junto com um relançamento exclusivo japonês com todos os conteúdos para download. Sua sequência Lightning Returns: Final Fantasy XIII foi lançada em novembro de 2013, concluindo a trilogia XIII.

## Jogabilidade

### Navegação
Em Final Fantasy XIII-2, o jogador controla diretamente o personagem em tela através de uma perspectiva em terceira pessoa e pode interagir com objetos, pessoas e inimigos. O jogador pode mover a câmera ao redor dos personagens e dessa forma conseguir uma visão de 360° do ambiente. O jogo possui um mundo renderizado em escala relativa e representado proporcionalmente, diferente dos primeiros títulos da série Final Fantasy em que personagens caricaturados andavam por um terreno em miniatura. O jogador pode navegar pelo mundo a pé ou montando um chocobo, grandes aves galiformes recorrentes na franquia. O mundo de jogo é dividido em diversas regiões e períodos temporais; o jogador pode visitar uma região em vários períodos de tempo ou várias regiões em um único período. Por exemplo, a região de Oerba pode ser explorada nos anos 200 e 400 AF, enquanto Sunleth Waterscape e a Torre Augusta podem ser visitados no ano 300 AF. Algumas regiões possuem versões alternativas de si mesmas por causa de questões de enredo; por exemplo, existem duas versões da região da Academia no mesmo ano e podem ser acessadas assim que segunda versão for alcançada pela história. Conectando as regiões está a Historia Crux, que o jogador pode acessar em qualquer momento. As regiões são representadas como caminhos ramificados ao invés de ao linear. Novas regiões são desbloqueadas ao progredir no enredo ou adquirindo itens opcionais especiais.
Ao acessar uma região previamente visitada, o jogador aparece no local de sua última visita. As regiões podem ser revertidas para seus estados anteriores com a aquisição de itens especiais chamados selos; esses locais podem ser selados novamente em qualquer momento. XIII-2 salva o progresso automaticamente toda vez que o jogador entra na Historia Crux ou alcança momentos importantes da história. Salvamento manual também está disponível. Itens podem ser comprados de uma personagem chamada Chocolina, que é encontrada por todo o jogo. Um diário de jogo contém um bestiário e outras informações relevantes sobre o mundo de XIII-2. As vezes o sistema Live Trigger é acionado durante conversas com outros personagens, em que o jogador pode escolher sua resposta a partir de várias opções; essas opções de diálogo de forma geral não podem ser repetidas. O jogo também ocasionalmente apresenta rupturas temporais, em que um quebra-cabeça precisa ser resolvido a fim de fechar ruptura e continuar a história.

### Combate

O sistema de batalha de Final Fantasy XIII-2, mostrando a opção "Paradigm Shift", a barra ATB se preenchendo e a saúde e papéis dos três personagens. O nome e a porcentagem de dano do inimigo está no canto superior direito.

O combate de XIII-2 é quase idêntico ao de Final Fantasy XIII, empregando uma variante do tradicional sistema "Active Time Battle" (ATB) utilizado na série desde Final Fantasy IV. Nesse sistema, o jogador seleciona as ações do personagem a partir de um menu, como ataque, habilidade e item. Cada ação requer um número específico de faixas na barra ATB, que se recarrega continuamente em uma taxa constante até preencher todas as faixas. Os tipos de ataque disponíveis são investidas corpo a corpo de curto alcance ou ataques mágicos à distância, existindo também ações mágicas que podem restaurar a vida do personagem ou lhe conceder habilidades de defesa. A barra ATB pode ter seu tamanho aumentado durante o jogo de inicialmente três faixas até seis. O jogador pode selecionar um número menor de ações possíveis com a quantidade disponível de faixas ou parar o preenchimento da barra e realizar o maior número de ações permitidas pelo estado atual da ATB. Existe também a possibilidade de comandos de combate automáticos, que preenche as faixas da barra ATB com ações escolhidas previamente. Essas ações não podem ser realizadas fora de batalha e a saúde de cada personagem é restaurada ao fim de cada luta. Os jogadores possuem a opção de reiniciar um combate durante uma batalha. Em algumas escaramuças, os jogadores passam por Quick Time Events chamados de Ações Cinematográficas que permitem que eles inflijam maior dano aos inimigos.
Diferentemetne de Final Fantasy XI e XIII, os monstros não andam livremente pelo mapa, mas sim aparecem randomicamente como nos primeiros jogos da série. Os jogadores podem atacar os inimigos durante um limitado período de tempo depois deles aparecerem e assim ganharem bônus de combate; os monstros atacam ao final dessa janela e a batalha normal começa. A tela faz uma transição do mapa normal de jogo para uma tela de batalha separada quando a luta se inicia. Até três personagens podem ser utilizados no combate – os dois personagens principais e um monstro. Essas criaturas devem ser capturadas em batalhas antes que possam ser usadas, com aproximadamente 150 tipos diferentes estando disponíveis para serem coletados. Os monstros capturados agem como os personagens principais, porém podem realizar um ataque de "ligação selvagem" que aumenta as chances de capturar outra criatura. Qualquer um dos dois personagens principais podem ser selecionados em qualquer momento como aquele que o jogador controla diretamente; o outro personagem e o monstro ficam então sob o controle da inteligência artificial do jogo.
Cada inimigo possui um medidor de porcentagem que começa em cem e vai aumentando conforme é atingido pelos ataques e feitiços dos personagens. Diferentes ataques têm diferentes efeitos; alguns aumentam o medidor em uma grande quantidade enquanto outros permitem que jogador tenha mais tempo antes que o medidor se reinicie. O quantidade de dano infligida por um ataque é multiplicada pela porcentagem do medidor antes que seja aplicada ao inimigo. Quando o medidor alcança um valor pré-determinado, diferente em cada inimigo, o oponente entra em Estado Cambaleante. Nesse modo ele fica com a defesa baixa e pode ser facilmente interrompido e até mesmo lançado no ar, impedindo que ele ataque e que sua barra ATB seja se preencha novamente.
O sistema Paradigma permite que o jogador programe seis papéis diferentes que os personagens podem assumir para realizar certas formações em batalha em resposta a condições específicas. Os papéis são Comando, que usa ataques não-elementais para estabilizar o medidor do inimigo; Devastador, que utiliza ataques elementais para encher o medidor; Médico, que pode curar a equipe; Sabotador, que enfraquece as defesas e ataques inimigos; Sinergista, que consegue fortalecer os aliados; e Sentinela, que possui habilidades de proteção. Os dois personagens principais podem inicialmente assumir até três papéis, porém podem aprender outros ao longo do jogo dependendo da vontade do jogador. Os papéis que cada personagem desempenha podem ser selecionados fora ou dentro de uma batalha, sendo a única instância em que o jogador pode controlar o personagem da inteligência artificial durante o combate. Apenas um conjunto específico de paradigmas estabelecidos pelo jogador antes da luta podem ser selecionados. Os inimigos possuem apenas um papel, porém ele muda se o jogador também mudar o papel de seu personagem. O jogador pode selecionar fora de batalha até três monstros que deseja usar nos paradigmas. Diferentemente de XIII, os Eidolons não podem ser convocados.

### Crystarium
O Crystarium é o sistema de nivelamento e crescimento, voltando de XIII em uma forma modificada. Ele consiste em representações semelhantes a constelações das armas e monstros capturados dos personagens, feitas de pequenos e grandes nódulos de cristal, que podem ser acessados desde o começo do jogo. Há um sistema Crystarium disponível para cada monstro e papel Paradigma. Pontos ganhos em batalha podem ser utilizados para expandir o Crystarium, destravando bônus de vida, mágica ou força, além de dar novas habilidades aos personagens ou espaço para acessórios. Para os monstros, são bônus são destravados com itens pegos de inimigos derrotados.

## Sinopse

### Mundo
A história de Final Fantasy XIII-2 se passa após os eventos mostrados em Final Fantasy XIII, porém eles não estão relacionados de maneira nenhuma com outros jogos da série Final Fantasy. Em XIII, um membro da espécie fal'Cie de seres com poderes semi-divinos transformou seis pessoas, os protagonistas do jogo, em servos chamados l'Cie. Eles receberam poderes mágicos e um "Foco", uma tarefa para ser completada dentro de um determinado período de tempo, com o objetivo de iniciarem o fim do mundo ao fazerem com que o enorme planeta artificial de Cocoon caísse do céu e colidisse com o planeta Gran Pulse, matando todos os humanos morando no primeiro. Os seis conseguiram derrotar o fal'Cie, com dois membros do grupo se transformando em um enorme pilar de cristal a fim de segurar Cocoon e impedir a catástrofe.
XIII-2 começa três anos após o fim de XIII. A maioria dos habitantes de Cocoon passou a morar em Gran Pulse, com alguns inclusive aprendendo habilidades mágicas, por causa da queda de seu antigo planeta e a destruição de seu governo. Apesar do jogo começar no ano 3 AF (com "AF" sendo a nova escala de tempo estabelecida após a queda de Cocoon), a história de XIII-2 pula por diferentes períodos temporais e até mesmo versões paralelas de certos lugares, todos acessados através da Historia Crux. Apesar da maior parte do jogo se passar em Cocoon ou Gran Pulse, existem outros dois grandes lugares: Além do Vácuo, um limbo entre os períodos temporais; e Valhalla, a capital da deusa Etro. Este lugar é um reino no final do tempo onde a deusa impede que uma energia negra chamada caos escape e destrua a linha do tempo.

### Personagens

Imagem promocional dos personagens principais de Final Fantasy XIII-2: Caius Ballad, Paddra Nsu-Yeul, Serah Farron, Noel Kreiss e Lightning.

Lightning, a protagonista de XIII, retorna apenas como uma personagem coadjuvante e como a principal narradora do jogo. Os dois personagens jogáveis principais são Serah Farron, irmã mais nova de Lightning e a narradora secundária, e Noel Kreiss, um jovem de um futuro distante mandado por Lightning para ajudar sua irmã. Outros personagens do jogo anterior que retornam em papéis importantes são Hope Estheim, o líder de uma organização científica chamada Academia, e Snow Villiers, o noivo de Serah que parte à procura de Lightning. Os outros três personagens principais de XIII, Oerba Dia Vanille, Oerba Yun Fang e Sazh Katzroy, voltam apenas em pequenas aparições. Além deles, o jogo apresenta três personagens novos: Caius Ballad, o guardião da linha temporal e principal antagonista da história; Paddra Nsu-Yeul, uma vidente que possui um poder chamado Olhos de Etro; e Alyssa Zaidelle, uma jovem que trabalha na Academia como assistente de Hope. Um personagem coadjuvante menor é Mog, um moogle enviado junto com Noel por Lightning que tem a habilidade de se transformar em uma arma.[carece de fontes?]

### Enredo
O jogo começa no ano 3 AF, quando a cidade de Nova Bodhum em Gran Pulse é atacada por monstros. Um estranho chamado Noel Kreiss aparece para ajudar os cidadãos e afirma ser um viajante do tempo vindo de 700 AF. Ele chegou no passado através de Valhalla, onde diz ter encontrado Lightning enquanto esta guardava o trono da enfraquecida deusa Etro. Lightning fora apagada da história desde a queda de Cocoon como parte de sua transferência para Valhalla, fazendo com que todas as pessoas com a exceção de sua irmã Serah Farron esquecessem dela estando em Gran Pulse, além de criar paradoxos que surgiram por toda linha temporal, dobrando o tempo. Serah se junta com Noel em uma jornada para resolver esses paradoxos através da remoção de itens e monstros que nunca fizeram parte do tempo original, dessa forma corrigindo a linha temporal; ela espera dessa forma poder encontrar sua irmã e ele deseja mudar o futuro sombrio de onde partiu. Enquanto viajam para o ano 5 AF a fim de resolver um paradoxo em Cocoon, os dois conhecem e ajudam Alyssa Zaidelle, uma membro da Academia e sobrevivente do Expurgo realizado no início de Final Fantasy XIII.
Serah e Noel acabam encontrando Hope Estheim ao viajarem para a cidade em ruínas de Paddra no ano 10 AF. Ele se tornou o líder da Academia e tem Alyssa como sua assistente pessoal. O grupo encontra um registro de profecias feito por uma vidente que acredita-se ter morrido séculos antes: uma profecia fragmentada mostra Lightning em Valhalla. Paddra é encoberta por um eclipse, algo que Noel afirma que não deveria acontecer até séculos depois. Enquanto Serah e Noel resolvem o paradoxo, eles encontram Caius Ballad, um homem também do ano 700 AF e que se opõe à sua missão, e Paddra Nsu-Yeul, que é idêntica a uma garota que Noel conheceu no futuro. Uma linha do tempo alternativa em que o eclipse nunca ocorreu aparece assim que o paradoxo é resolvido. A profecia concertada mostra Caius lutando contra Lightning em Valhalla e o pilar que sustenta Cocoon ruindo. Noel afirma que isso ocorre por volta do ano 400 AF, devastando a população humana e Gran Pulse, criando um futuro em que ele é o último ser humano restante. Serah e Noel seguem em frente enquanto Hope e Alyssa tentam encontrar um modo de impedir a queda do pilar.
Os dois vão para Cocoon no ano de 300 AF e encontram Snow Villiers lutando contra um monstro paradoxal que está dissolvendo o pilar. Eles derrotam a criatura e conseguem adiar a queda do planeta até 500 AF, porém Snow acaba desaparecendo novamente como uma anomalia de outro tempo. Serah e Noel seguem para a Academia de Gran Pulse em 400 AF, sendo atacados pela inteligência artificial da cidade que afirma que eles foram mortos duzentos anos antes. A dupla viaja para 200 AF e descobrem um paradoxo em que um fal'Cie feito pelo homem com o objetivo de levitar Cocoon novamente se virou contra seus criadores e tomou o governo. Eles resolvem o paradoxo e voltam para um ano 400 AF alternativo, encontrando Hope e Alyssa em estase de cristal. Estes acordam e explicam seu plano de levitar Cocoon mecanicamente, com Noel e Serah os ajudando antes de seguirem para 500 AF. Eles acabam traídos por Alyssa, que revela ser um paradoxo vivo destinada a desaparecer na linha do tempo correta, e são presos por Caius em um mundo de sonhos. Serah se encontra com o espírito de Yeul, que explica ser a vidente de Paddra continuamente reencarnada pela história, enquanto Caius é seu guardião imoral abençoado com o coração da própria Etro.
Yeul explica que ela morre todas as vezes que a linha temporal é alterada; Caius ficou maluco por vê-la morrer repetidas vezes e deseja encerrar o processo ao destruir o tempo libertando o caos preso no Valhalla. É revelado que Serah possui o mesmo poder, arriscando a própria morte todas as vezes que muda o futuro. Ela decide continuar e se liberta do mundo de sonhos junto com Noel. Os dois brevemente encontram Lightning e lutam contra Caius, primeiro na Academia de 500 AF e depois no Valhalla. Eles o derrotam, porém Caius afirma ter matado Lightning e se impala pelo coração com a lâmina de Noel, também matando a enfraquecida Etro. Os dois retornam para 500 AF, onde Oerba Dia Vanille e Oerba Yun Fang ressuscitaram do pilar em ruínas e uma nova Cocoon foi construída, chamada Bhunivelze. Serah morre na frente de Noel e Hope pelo choque da mudança do futuro. Uma nuvem negra aparece logo em seguida enquanto o caos que a deusa protegeu é libertado. Lightning é mostrada em estase de cristal no trono de Etro. Se o jogador completar todas as partes opcionais do jogo, uma cena adicional é desbloqueada em que Caius está no trono, declarando que a deusa morreu e que ele e Yeul podem começar uma nova vida livres de sua "maldição".

## Desenvolvimento

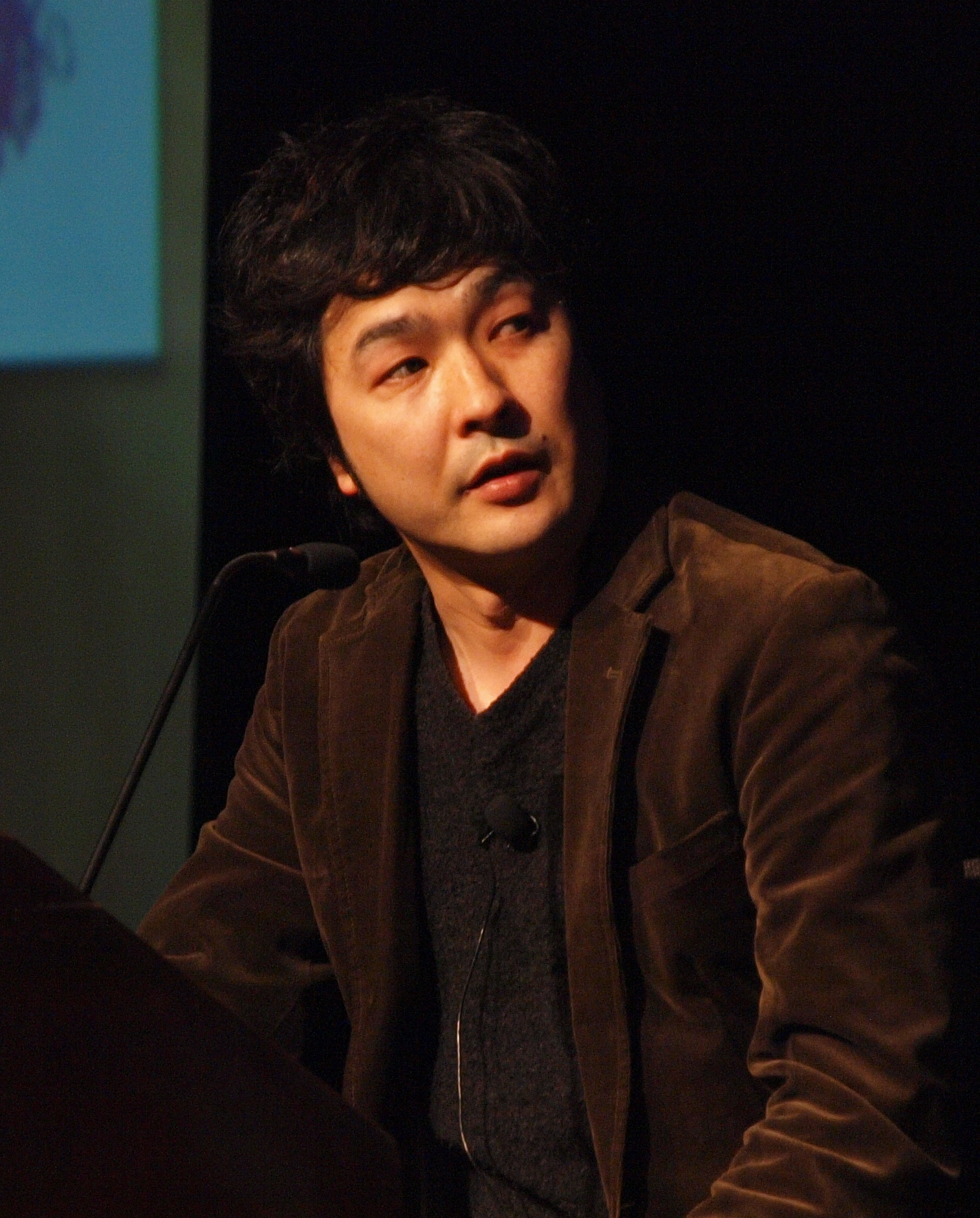
O diretor Motomu Toriyama.

O desenvolvimento de Final Fantasy XIII-2 começou por volta de março e abril de 2010 e durou aproximadamente um ano e meio. Ele foi realizado pelo Primeiro Departamento de Produção da Square Enix, um nome coletivo para as equipes encarregadas pelas séries Fabula Nova Crystallis Final Fantasy, Dissidia Final Fantasy e Kingdom Hearts. Muitos dos principais membros da equipe de Final Fantasy XIII retornaram para a sequência: o diretor Motomu Toriyama, o produtor Yoshinori Kitase, o desenhista de personagens Tetsuya Nomura e o diretor de arte Isamu Kamikokuryo.
O difícil desenvolvimento de Final Fantasy XIII causado pela simultânea criação do motor de jogo proprietário Crystal Tools fez com que a Square Enix repensasse o processo de desenvolvimento para seus jogos de grande orçamento. A equipe consultou a subsidiária europeia Eidos Interactive a fim de se adaptarem melhor na abordagem ocidental de desenvolvimento para trabalharem em Final Fantasy XIII-2. Como consequência, cronogramas mensais e marcos de projeto foram introduzidos para melhor monitorar o progresso. Além disso, diferentemente de seu predecessor, o jogo não foi desenvolvido inteiramente dentro da Square Enix; o estúdio japonês tri-Ace foi contratado para auxiliar em aspectos do projeto, arte e programação. Isso foi feito para diminuir o número de funcionários internos trabalhando no jogo. As contribuições de desenvolvedores externos foram planejadas e divididas claramente com antecedência a fim de alcançar uma organização mais bem estruturada. Vídeos conceituais e testes frequentes ajudaram a engajar a equipe constantemente e manter a visão original do título.
Final Fantasy XIII foi criticado em vários aspectos apesar de seus bons números de vendas. As reclamações geralmente foram direcionadas para a grande linearidade da história, que ele não permitia interações suficientes com personagens não jogáveis e que não havia minijogos e quebra-cabeças. Os desenvolvedores tinham a intenção de abordar essas críticas na continuação ao adicionar o sistema Historia Crux, diversas missões paralelas entregues por personagens não jogáveis e uma área com minijogos de cassino. Os ambientes foram criados para serem mais exploráveis e os artistas receberam a permissão de incluir suas próprias ideias às localidades a fim de corrigir os defeitos dos cenários mais artificiais de Final Fantasy XIII. Apesar dos desenvolvedores estarem explicitamente respondendo às críticas, eles viram as mudanças e adições como a criação de uma sequência de acordo com o que os jogadores esperavam que o jogo original fosse, ao invés de voltar atrás nas mudanças que Final Fantasy XIII tinha trazido para a série. A equipe se inspirou em Red Dead Redemption da Rockstar San Diego para formar as estruturas das missões paralelas e alguns outros aspectos como a abundância de chocobos e os ambientes mais abertos.
Toriyama originalmente não imaginou o enredo como uma sequência direta de Final Fantasy XIII, mas sim se passando novecentos anos depois. Entretanto, foi decidido enquanto os eventos entre as épocas eram criados que o jogo envolveria viagens no tempo. O diretor expressou seu desejo de "criar uma história onde [ Lightning ] termina [verdadeiramente] feliz algum dia" por considerar duvidoso o estado emocional da personagem ao final do jogo original. Ele também queria "ver [Serah] assumir um papel ativo" porque sua estase de cristal durante a história de Final Fantasy XIII impediu que ela tivesse tal papel. O roteirista principal Daisuke Watanabe pensou como a narrativa poderia continuar em uma sequência. Emi Nagashima, também conhecido por seu pseudônimo Jun Eishima, havia escrito novelas para o título anterior e foi consultado cedo no desenvolvimento para ajudar nas ideias de enredo para Final Fantasy XIII-2.
A narrativa foi dividida em "pedaços dramáticos" menores, parecidos com uma série de televisão, ao invés de uma única peça de história abrangente. Isso foi refletido no nome provisório do jogo quando ele foi proposto pela primeira dentro da companhia: Final Fantasy XIII: Season 2. Diferentemente de Final Fantasy X-2, que possuía um clima mais alegre e bem humorado que Final Fantasy X, os membros da equipe de Final Fantasy XIII-2 queriam que o tom geral de seu jogo fosse sério e também mais sombrio e misterioso que seu antecessor. O roteiro original dizia que Serah viajaria sozinha com Mog. Porém, Kitase achou que o diálogo entre eles era "muito menininha, quase galhofa e um pouco exagerado" que resultava em uma mudança de clima muito similar àquela ocorrida de X para X-2. Noel Kreiss então foi adicionado na história para evitar isso. Watanabe considerou difícil a roteirização para o grupo de apenas duas pessoas do jogo. Com a falta de um elenco grande de personalidades variadas, ele tinha que garantir que as conversas entre Serah e Noel não ficassem repetitivas ou irrealistas. Conceitos não familiares e termos de Final Fantasy XIII como fal'Cie e l'Cie foram considerados muito complicados para serem entendidos e dessa forma evitados na sequência. Foi planejada também uma ligação de história com Final Fantasy Type-0 através do Valhalla, porém isso acabou descartado.
Kamikokuryo decidiu utilizar o surrealismo como o tema principal para os gráficos baseado no tom mais sombrio de Final Fantasy XIII-2. Os trabalhos de artistas como Salvador Dalí e Giorgio de Chirico foram usados como referências e ajudaram o diretor de arte a encontrar o equilíbrio entre o fotorrealismo e a fantasia do surrealismo. Diferentemente de seu predecessor, o jogo teve um cronograma muito mais apertado que permitiu pouco tempo de pré-produção. Dessa forma Kamikokuryo usou fotografias ao invés de desenhos a mão para explicar suas ideias aos outros membros da equipe. Por exemplo, uma fotografia de prédios em ruínas da cidade de Havana, Cuba, inspirou os visuais de Valhalla. O desenho dos personagens foi dividido: Nomura desenhou os rostos dos novos e antigos personagens principais enquanto suas roupas ficaram a cargo de outros artistas. Kamikokuryo desenhou a versão final de Lightning baseado em um esboço e sugestões de Nomura. Yusuke Naora cuidou dos figurinos de Serah, Noel e Caius, já Hideo Minaba trabalhou em Yeul, Alyssa e na versão adulta de Hope. Mog por sua vez foi desenhado por Toshitaka Matsuda.

### Música

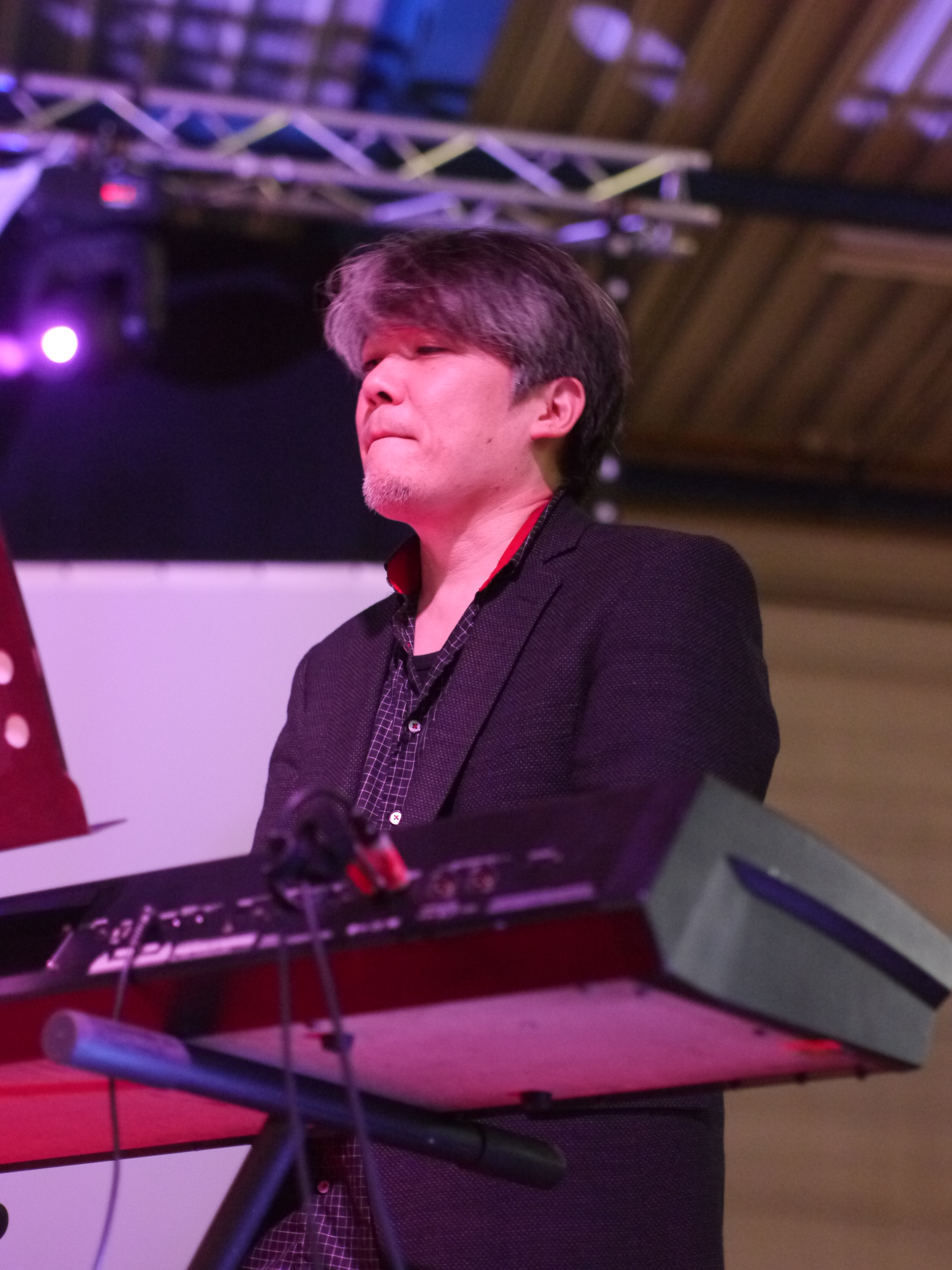
O compositor Masashi Hamauzu.

A música de Final Fantasy XIII-2 foi composta por Masashi Hamauzu, Naoshi Mizuta e Mitsuto Suzuki. Os três foram coordenados por Keiji Kawamori para garantir que seus estilos combinassem bem juntos. Hamauzu tinha sido o único compositor de Final Fantasy XIII e desta vez compôs aproximadamente um quarto de toda a música, a mesma quantidade feita por Suzuki, enquanto Mizuta escreveu aproximadamente a metade. Anteriormente, Mizuta havia trabalhado na música de Final Fantasy XI e Suzuki tinha sido o diretor de som de vários jogos da Square Enix. Toriyama queria que a trilha sonora do jogo fosse mais variada que a de seu predecessor, além de possuir mais estilos. Por isso Final Fantasy XIII-2 acabou tendo três compositores ao invés de apenas Hamauzu. Toriyama também queria que a música tivesse "um som mais nervoso" e mais peças vocais, para que assim soasse "diferente do típico título de Final Fantasy". A música incorporou uma variedade de estilos, como orquestral, rap, hip-hop, funk jazz e metal.
Hamauzu era conhecido antes do lançamento do jogo por seus trabalhos orquestrais, Mizuta por peças instrumentais e Suzuki por obras eletrônicas; como resultado os três compositores tentaram escrever músicas que não se encaixavam em seu estilo geral a fim de evitar criarem músicas semelhantes ao que haviam produzido anteriormente. Eles também trabalharam juntos para misturarem seus estilos e dessa forma impedir que as mudanças entre compositores na trilha sonora fossem muito bruscas. Enquanto a música não tinha a intenção de ser reminiscente de Final Fantasy XIII, cenas  envolvendo lugares e personagens do jogo anterior usam peças e temas tiradas do original. A faixa favorita de Mizuta da trilha sonora é "Caius's Theme", que ele reescreveu quatro vezes ao longo de um mês. A peça favorita de Suzuki é "Historia Crux", que ele escreveu como várias músicas misturando-se em uma como uma metáfora para a viagem no tempo presente no jogo. Enquanto a composição favorita de Hamauzu é "Knight of the Goddess", o tema de batalha, que ele tentou deixar em igualdade com "Blinded by Light", o tema de combate de Final Fantasy XIII que ele achou que foi bem recebido.

## Anúncio
A existência de Final Fantasy XIII-2 foi sugerida três meses após o lançamento de Final Fantasy XIII. Kitase disse em uma entrevista que "se pudéssemos fazer um XIII-2, poderíamos direcionar toda nossa atenção para a história e refinar aquilo que já construímos". Toriyama afirmou no livro guia Ultimania Omega que ele esperava que a história continuasse". Nomura divulgou em dezembro de 2010 um desenho de Lightning junto com a frase "Ela não deve ser esquecida". A Square Enix registrou em 11 de janeiro de 2011 um domínio na internet com o nome FinalFantasy13-2game.com através de uma outra companhia que já havia anteriormente registrado sites para jogos ainda não anunciados. Final Fantasy XIII-2 foi oficialmente anunciado durante um evento do Primeiro Departamento de Produção da empresa em Tóquio no dia 18 de janeiro de 2011. Junto com o anúncio, foi mostrado um trailer em que Lightning enfrenta Caius.

### Conteúdos extras
O jogo possui conteúdos para download (DLC) na forma de roupas, armas, acessórios, histórias, monstros recrutáveis e minijogos. Apesar da existência de planos para o lançamento de DLCs para Final Fantasy XIII, nenhum deles virou realidade. A equipe projetou e planejou desde o início do desenvolvimento conteúdos para Final Fantasy XIII-2 que expandiriam o jogo. Os jogadores que possuíam arquivos de salvamento do jogo original podiam destravar papéis de parede para o PlayStation 3 ou uma imagem para Xbox 360. DLCs pós-lançamento do jogo incluíam o "Final Fantasy XIII Lost Report", que oferecia uma visão da história do jogo anterior pela perspectiva de personagens não jogáveis, e também três conteúdos de história: "Perpetual Battlefield", que revela o destino de Snow; "Heads or Tails", que mostra como Sazh chegou na Academia de 500 AF; e "Requiem of the Goddess", que mostra a luta de Lightning contra Caius e explica como ela ficou cristalizada ao final da história principal.

## Recepção

### Vendas
Final Fantasy XIII-2 vendeu 524 mil cópias em sua primeira semana de lançamento no Japão, com a versão de PlayStation 3 sendo o jogo mais vendido no período. A versão para Xbox 360 chegou apenas na 48ª posição nas tabelas de vendas. Apesar de altas, as vendas iniciais foram significantemente mais baixas que o jogo anterior, que havia vendido 1,5 milhões de unidades em sua primeira semana. Até o final do ano ele vendeu mais de 697 mil cópias, sendo o quinto jogo mais vendido do ano no Japão. Final Fantasy XIII-2 ficou abaixo de quatro jogos portáteis, sendo o título de console de mesa mais vendido. No Japão, ele vendeu 840 mil unidades ao longo de 2012. Nos Estados Unidos o jogo ficou como o segundo mais vendido do mês de fevereiro de 2012, atrás apenas de Call of Duty: Modern Warfare 3. Final Fantasy XIII-2 foi o jogo mais vendido no Reino Unido no mesmo período. O título já havia vendido 3,1 milhões de cópias até janeiro de 2013, quase metade das 6,6 milhões que seu predecessor conseguiu vender durante o mesmo período. Sua versão para Microsoft Windows vendida através da Steam alcançou 265 mil cópias ao final de 2015.

### Crítica
Final Fantasy XIII-2 recebeu críticas favoráveis no Japão, conseguindo notas perfeitas das revistas Famitsu e Dengeki PlayStation. O editor Ranbu Yoshida da Famitsu disse que "ele parece um jogo bem diferente de seu predecessor" e que "é fácil se perder alterando e refazendo áreas que você completou anteriormente". O editor assistente Norihiro Fujiwara completou que "o cenário e a apresentação são fantásticas, e as questões que as pessoas levantaram no primeiro jogo – sua linearidade, falta de jogabilidade mais substancial – são coisas do passado. Você é sugado pelo jogo logo no começo e é bem fácil entrar na história".
Fora do Japão, o título recebeu críticas em sua maior parte favoráveis, que se focaram principalmente nas mudanças feitas em relação a Final Fantasy XIII. Os críticos elogiaram os gráficos; a revista Edge descreveu os ambientes como "totalmente cativantes" e afirmou que o "desenho visual e de áudio é maravilhoso", enquanto Kevin VanOrd da GameSpot elogiou os gráficos como bonitos e visualmente diversos. Já Jeremy Parish da 1UP.com discordou, escrevendo que a arte "representa um passo para trás do esplendor de Final Fantasy XIII". A música recebeu críticas mistas; enquanto Parish disse que ela era ótima e com um estilo único, Simon Parkin da Eurogamer sentiu que a trilha "sofre de uma falta de direção coerente" e que as faixas não se encaixavam com as cenas. Dale North da Destructoid achou que a música era "maravilhosamente variada e bem divertida", prevendo que os fãs "tradicionalistas" de Final Fantasy não iriam gostar por causa da variedade de estilos presentes.
A jogabilidade também foi elogiada, com muitos críticos salientando as melhorias em áreas que haviam visto problemas no predecessor. Parkin elogiou as "mecânicas inteligentes e atraentes" da jogabilidade e também sua "estrutura de romance". Joe Juba da Game Informer afirmou que as mudanças feitas no sistema de combate de Final Fantasy XIII fez com que este fosse seu sistema de batalha favorito de toda a série, complementando que a jogabilidade era "fenomenal". Ryan Clements da IGN sentiu que a jogabilidade tinha melhorado em relação ao jogo anterior, concertando muitos dos problemas. Parish disse que Final Fantasy XIII-2 era uma inversão de Final Fantasy XIII, em que a jogabilidade teve precedência sobre a história. Ele descreveu as lutas como "uma alegria" e que o jogo nunca deixou de ser divertido. VanOrd concordou que o combate era divertido, porém ele o achou muito fácil. A Edge foi mais severa do que outros, também dizendo que o jogo era muito fácil e que as missões secundárias medíocres, junto com a falta de esforço colocada em algumas regiões, acabou deixando a jogabilidade desinteressante.
A história não foi bem recebida. Parish a achou confusa e não essencial para o jogo, enquanto Juba disse que era "um desastre" que se "estraga em quase toda virada", ofuscando os pontos positivos do título. Parkin achou que os personagens eram fracos e que a história não era cativante, com Clements afirmando que o enredo era insubstancial, algo que ele achou particularmente decepcionante já que a maioria dos jogos Final Fantasy se focavam muito na história. VanOrd foi menos negativo do que outros, descrevendo os personagens como bons, mas não ótimos. Ele achou que o jogo se focou demais nos personagens menos interessantes de Serah e Noel do que em Lightning e Caius, escrevendo que o enredo era "semi-coerente" e desperdiçou vários pontos emocionais, particularmente durante a primeira metade.

## Sequência
Indícios e rumores sobre uma sequência de Final Fantasy XIII-2 começaram a circular em dezembro de 2011 quando a Square Enix registrou a marca Final Fantasy XIII-3. Na época a companhia afirmou que isso era apenas uma medida de precaução e não significava que um novo jogo estava em desenvolvimento. Final Fantasy XIII-2 foi lançado com um final que dizia "Continua" e a Square Enix disse que isso foi feito para incentivar os jogadores a explorar finais alternativos e mantê-los preparados para os conteúdos para download. Entretanto, após o lançamento do último DLC do jogo, executivos da empresa anunciaram que lançariam novos conteúdos relacionados com Final Fantasy XIII no futuro. Um site especial foi revelado em agosto de 2012 em preparação para o evento de celebração dos 25 anos de Final Fantasy; chamado "A Storm Gathers", ele prometia uma "nova direção para a saga da importante personagem Lightning". Foi anunciado durante o evento que o título desse novo jogo seria Lightning Returns: Final Fantasy XIII, que seria lançado em 2013 e que serviria de final definitiva para Lightning e a saga Final Fantasy XIII.